# Kek (Slang)
Kek ist ein weit verbreiteter Internet-Slang mit Ursprung in dem bekannten Onlinerollenspiel World of Warcraft. Auch in der deutschen Hip-Hop-Szene hat der Begriff Verbreitung gefunden, allerdings mit einer anderen Bedeutung. Inzwischen wird er auch in der rechtsextremen Alt-Right-Bewegung genutzt.

## In der internationalen Computerspieleszene
Kek, von koreanisch ㅋㅋㅋ kekeke, ist eine koreanische Onomatopoesie von Gelächter und entspricht dem deutschen Haha. Da dieser Ausdruck oft zur Kommunikation in Partien des Videospiels StarCraft benutzt wurde, entschied sich dessen Entwickler, Blizzard, ihn als Referenz im bekannten Online-Rollenspiel World of Warcraft einzubauen. Um die Kommunikation der beiden entgegengesetzten Fraktionen Allianz und Horde im gemeinsamen öffentlichen Chat des Spiels (nutzbar mithilfe des Chatbefehls "/say") zu erschweren und die unterschiedliche Sprache der Rassen zu simulieren, werden die einzelnen Buchstaben der Nachrichten mithilfe eines Austauschverfahrens verändert. Der Begriff Kek entsteht durch die Umwandlung des Belustigung ausdrückenden Begriffes LOL, wenn dieser in Nachrichten der Horde für die Allianz-Fraktion angezeigt wird. Dabei wird der Ausdruck für die Horden-Fraktion nicht ersetzt und weiterhin als Klartext dargestellt. Der Begriff verbreitete sich in Folge als humoristische bzw. sarkastische Variante von LOL schnell im Netz.

## In der deutschen Hip-Hop-Szene
Einige deutsche Rapper fingen 2002 damit an, den Begriff in ihren Liedern zu verwenden – allerdings mit einer negativen Konnotation. Es ist dabei ein abwertender Begriff gegenüber Mitmenschen. Aus dem Kontext der Liedtexte ergibt sich, dass mit Kek meistens ein „Verlierertyp“ oder ein „Möchtegern“ gemeint ist. Zu den Verbreitern dieser Semantik des Worts gehören zum Beispiel Bushido oder Fler. Des Weiteren kommt das Wort Kek aus dem türkischen Slang, es bedeutet übersetzt „Kuchen“. Einige türkischstämmige Rapper verwenden das Wort Kek sehr oft in ihren Passagen.

## In der Alt-Right-Bewegung

Die Flagge des fiktiven Königreichs Kekistan mit großer Ähnlichkeit zur Reichskriegsflagge zur Zeit des Nationalsozialismus

In der rechtsextremen Alt-Right wird der Begriff Kek als Name einer froschähnlichen Gottheit einer fiktiven, vorgeblich semi-ironischen Religion verwendet. Er ist in dieser der Gott des Chaos und der Finsternis und stellt eine Vermischung der altägyptischen Gottheit Kek und der Figur Pepe der Frosch dar. Häufig wird Kek in Memes verwendet. Dargestellt wird er meist als Mensch mit Froschkopf oder als Pepe der Frosch. Ergänzend hierzu wurde auch das fiktive Königreich Kekistan erdacht, dessen Flagge der Reichskriegsflagge zur Zeit des Nationalsozialismus sehr ähnlich ist. Anhänger dieser Ideologie bezeichnen sich selbst als „Kekistanis“. Seinen Ursprung hat die Verwendung des Begriffs Kek in dieser Bedeutung auf 4chan.
Ende 2024 benannte US-Milliardär und Berater des designierten US-Präsidenten Donald Trump, Elon Musk, seinen X-Account in Anspielung auf diese Verwendung in Kekius Maximus um und ergänzte sie durch eine Froschfigur als Profilbild.